# Heinrich Hildebrand von Einsiedel (Stifter)

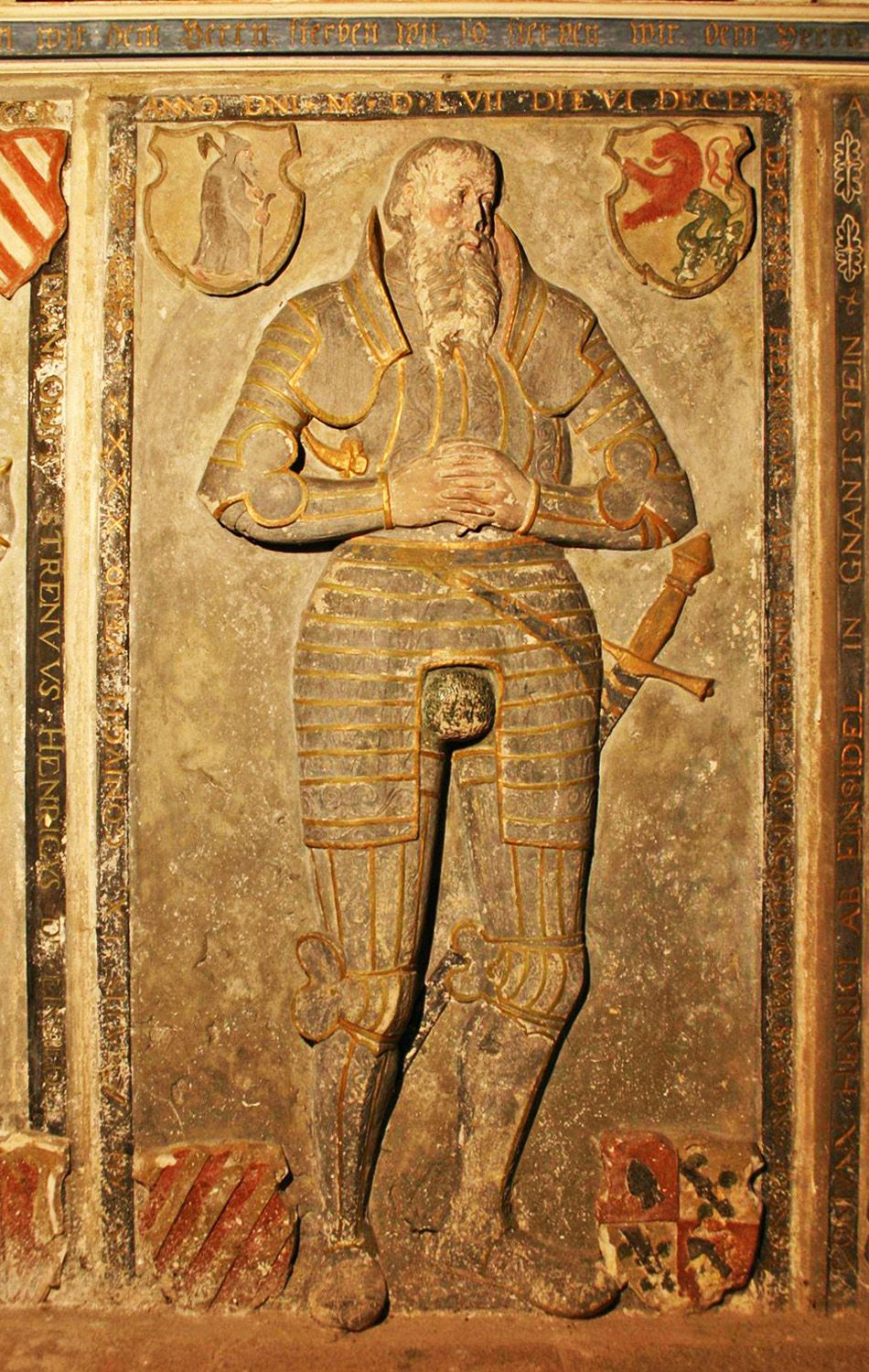
Sein Epitaph in der Dorfkirche Gnandstein

Heinrich Hildebrand von Einsiedel (* 29. September 1497; † 6. Dezember 1557) war ein kursächsischer Rat, Burgherr von Gnandstein und Stifter.

## Leben
Heinrich Hildebrand von Einsiedel war der Sohn des sächsischen Diplomaten und Burgherrn auf Burg Gnandstein Heinrich von Einsiedel (1435–1507) und seiner dritten Ehefrau Elisabeth, geb. von Schönberg († 1526). Nach dem Tode des Vaters kamen er und sein Bruder Heinrich Abraham (1504–1568) unter die Vormundschaft ihres Stiefbruders Haugold von Einsiedel († 1522), Domherr zu Merseburg. Ab 1511 studierten die Brüder an der Universität Leipzig. Nach Haugolds Tod wurden sie gemeinsam Besitzer von Burg Gnandstein, die bei der Teilung des Familienbesitzes von 1535 Heinrich Hildebrand zufiel.
1517 heiratete Heinrich Hildebrand Elisabeth von Haugwitz aus Kleeberg. Der Ehe entstammten vierzehn Kinder, neun Söhne und fünf Töchter.
Heinrich Hildebrand von Einsiedel war ein früher Anhänger der Lehren Martin Luthers. Er traf ihn mehrfach persönlich, 1519 zur Leipziger Disputation, 1521 zum Reichstag in Worms und 1522 in Borna. Er war mit Spalatin (1484–1545) befreundet. All das brachte ihn insofern in Bedrängnis, als Teile seines Besitzes einschließlich Gnandsteins seit der Leipziger Teilung von 1485 zum albertinischen Teil Sachsens gehörten, dessen Herzog Georg der Bärtige (1471–1539) ein entschiedener Bekämpfer der Lutherschen Lehre war. Während Heinrich Hildebrand von Einsiedel zuvor für beide Seiten beratend tätig gewesen war, – während seines gesamten Lebens insgesamt für fünf Kurfürsten und Herzöge – baute Herzog Georg nun wirtschaftlichen Druck gegen Einsiedel auf und drängte ihn zum Verkauf seiner albertinischen Teile. Die Reformatoren rieten ab und Einsiedel hielt stand. Nach dem Tod Georgs 1539 wurde nun auch das albertinische Sachsen evangelisch.
Heinrich Hildebrand von Einsiedel war von seinem Glauben her ein tätiger Menschenfreund. 1555 gründete eine Unterstützungskasse für Witwen und Waisen seiner Pfarrei. Die letzten beiden Jahrzehnte seines Lebens hatte er das Ziel verfolgt, die Frondienste der Bauern abzuschaffen und sich damit mündlich und schriftlich an Luther und nach dessen Tod an Melanchthon (1497–1560) gewandt, aber kein Gehör gefunden. Deshalb verfügte er testamentarisch die Errichtung einer Stiftung zugunsten der Dorfbewohner, denen die Zinsen noch bis ins 20. Jahrhundert zugutekamen.